# Martín Tovar y Tovar
Martín Tovar y Tovar (ur. 10 lutego 1827 w Caracas, zm. 17 grudnia 1902 w Caracas) – wenezuelski malarz, pedagog, znany jako portrecista i malarz scen historycznych. 

## Życiorys

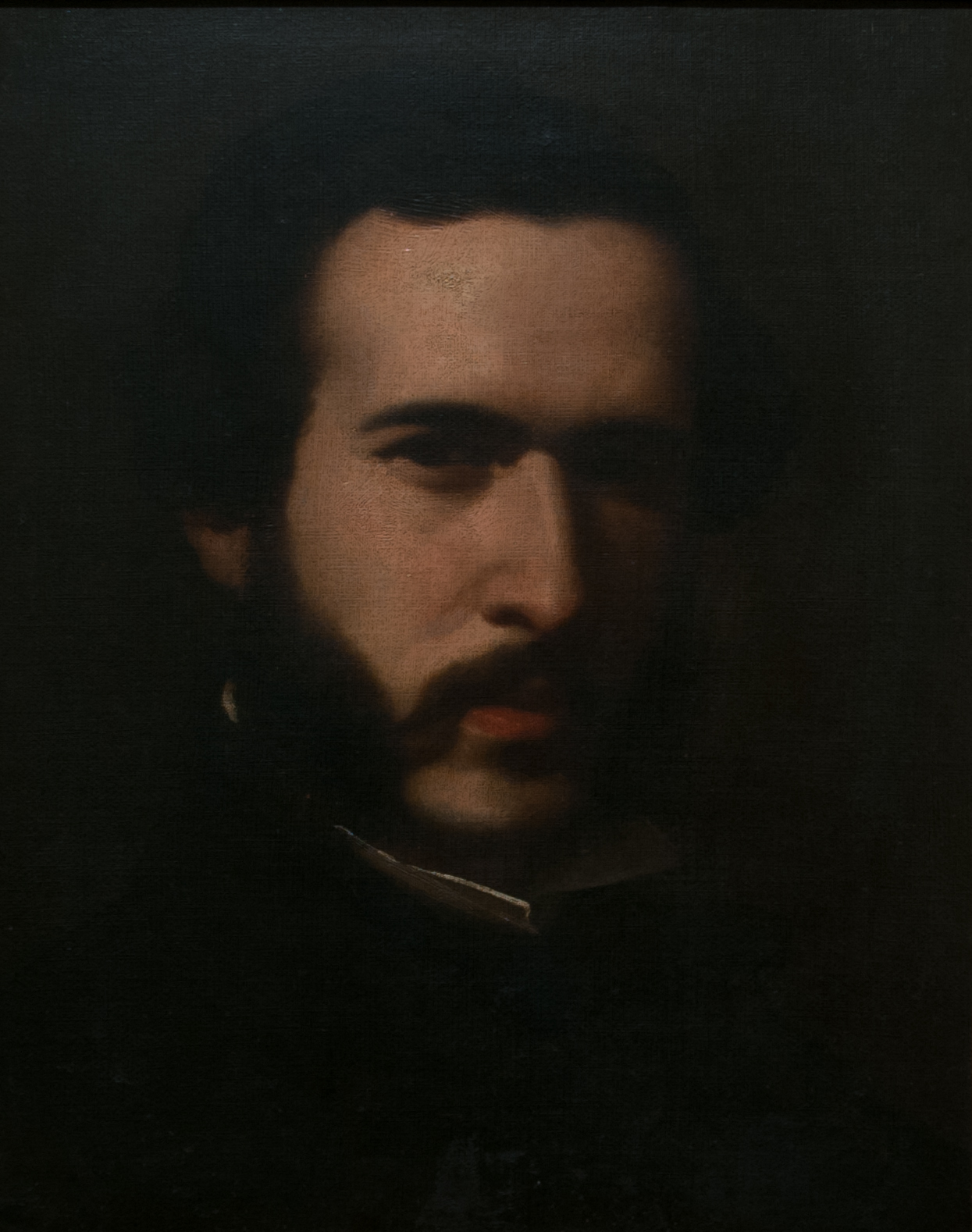
Autorretrato (1853)

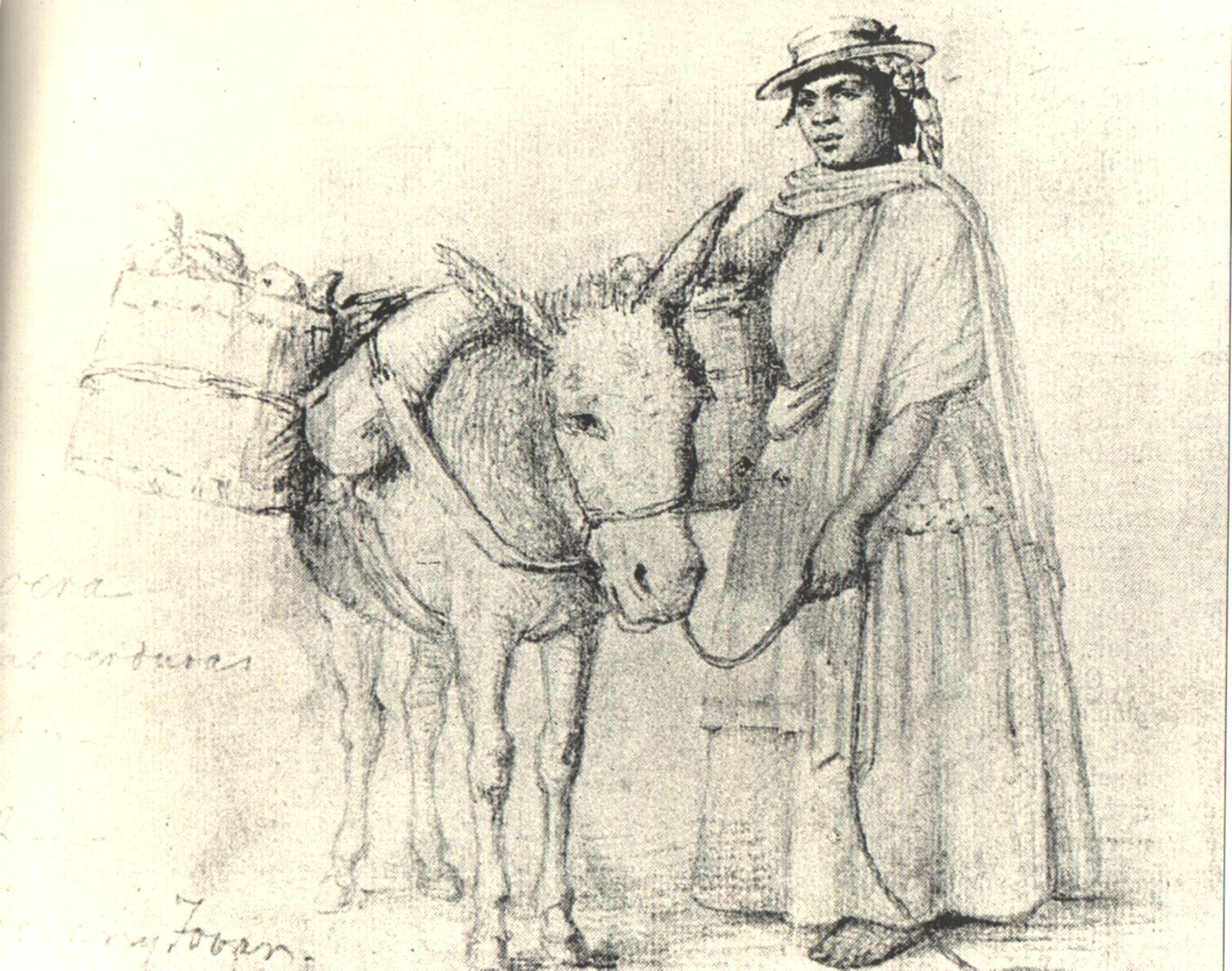
Las verduras. Estudio al lapiz (1903)

Martín Tovar y Tovar był synem Antonio Maria Tovar, urzędnika hiszpańskiego rządu, który przeszedł na emeryturę po otrzymaniu poważnej kuli podczas wojny o niepodległość. Jego matka, Damiana Tovar Liendo, pochodziła z Caracas. Rodzina mieszkała na wygnaniu w Puerto Rico, ale wróciła do Wenezueli tuż przed narodzinami Martína. 
Pierwsze lekcje otrzymał od Celestino Martineza (1820-1855), który w wieku dziewiętnastu lat został instruktorem rysunku w Academia de Dibujo. Kolejno  Tovar studiował w akademii Antonio José Carranza (1817-1893) oraz w Colegio La Paz u Carmelo Fernández. W 1844 wraz z Fernándezem i dwoma innymi artystami nabył warsztat litograficzny należący do niemieckich emigrantów Staplera i Müllera, która została nazwana Meneses y Tovar.

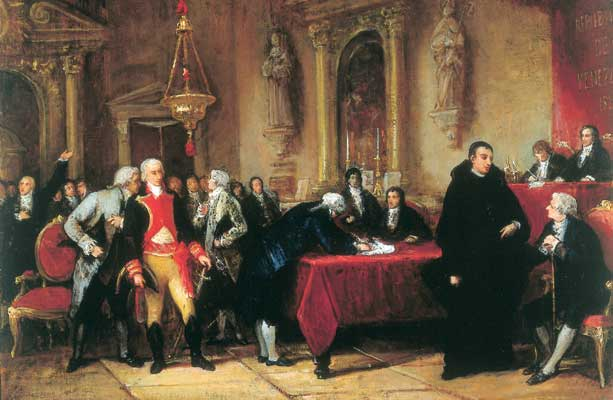
La firma del Acta de Independencia (1883)

W 1850 wyjechał do Hiszpanii, gdzie zapisał się do Królewskiej Akademii Sztuk Pięknych św. Ferdynanda w Madrycie. Tam uczył się u José de Madrazo i jego syna, Federica de Madrazo y Kunz a także u Antonio M. Esquivel Patricio Rodrígueza, Francisco Joséa Fabre, Eduardo Cano i Ramona Rodrigueza. W 1851 otworzył zakład fotograficzny pod nazwą Fotografía Artística de Martín Tovar y Tovar, stając się jednym z pionierów fotografii w kraju. W 1852 przeniósł się do Paryża i zapisał się do Escuela de Bellas Artes pod kierunkiem Léona Cognieta. Trzy lata później wrócił do Wenezueli, ale pozostał tylko przez rok i ponownie wrócił do Paryża, aby kopiować obrazy wielkich artystów, z myślą o wykorzystaniu ich do utworzenia muzeum narodowego w Caracas. Jego propozycja została zaakceptowana, ale brak środków uniemożliwił jej realizację. 
W tym okresie skupił się na portretach i stworzył swój pierwszy autoportret Autorretrato (1853), w którym demonstruje ogromne zdolności do uchwycenia intymnych, indywidualnych cech modelu. Działalność portrecisty przyniosła Tovarowi wielką sławę. Najbardziej reprezentatywne dzieła z tego gatunku to Retrato de Josefina Gil de Zamora Pedrique, Retrato de Antonio Tovar (ojca artysty), Retrato de Ana Tovar y Tovar de Zuloaga i Retrato de Juana de Verrúe. Tovar miał psychologicznie podejście do modelu, patrząc w twarz uwidaczniał najbardziej znaczące cechy osobowości, nie zapominając o odpowiednim tle, które również zdobiły jego portrety. Ten aspekt łączy go z estetyką jego nauczycieli, braci Madrazo.
W 1867 wziął udział w międzynarodowej wystawie International Exposition (1867) w Paryżu. W 1869 został dyrektorem Academia de Bellas Artes. W 1872 wystawił trzy swoje obrazy na pierwszej dorocznej wystawie wenezuelskich sztuk pięknych Primera Exposición Anual de Bellas Artes Venezolanas, zorganizowanej przez Jamesa Mudie Spence (1836-1878) i Antona Goeringa. 
W 1873 poślubił Teotiste Sánchez. W tym samym roku otrzymał zlecenie namalowania 30 portretów bohaterów z wojny o niepodległość i innych osób publicznych do sali eliptycznej Salón Elíptico w Federalnym Pałacu Legislacyjnym. W 1881 otrzymał kolejne zlecenie od prezydenta Antonio Guzmána Blanco na namalowanie dużego płótna przedstawiającego podpisanie wenezuelskiej deklaracji niepodległości, również do Salón Elíptico. Praca została zaprezentowana na Exposición Nacional de Venezuela w 1883 i została nagrodzona złotym medalem. Doprowadziło to do dalszych zleceń, tym razem upamiętniających bitwy pod Carabobo, Boyacá, Junín i Ayacucho. Po zbadaniu i szkicowaniu miejsc bitewnych, założył w Paryżu warsztat, który prowadził od 1887. Przed powrotem do Paryża w 1891 roku, Tovar przebywał w na wybrzeżu w miejscowości Macuto, w stanie Vargas, gdzie namalował serię krajobrazów. Do późnych lat 90. XIX w., podróżował między Paryżem a Caracas, tworząc portrety i sceny bitewne. Ukończył tylko trzy bitwy, La Batalla de Ayacucho została dokończona przez Antonio Herrerę Toro.

## Portrety

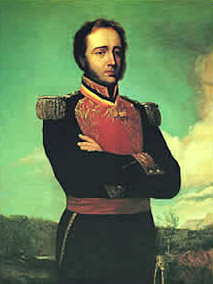
Gregor MacGregor
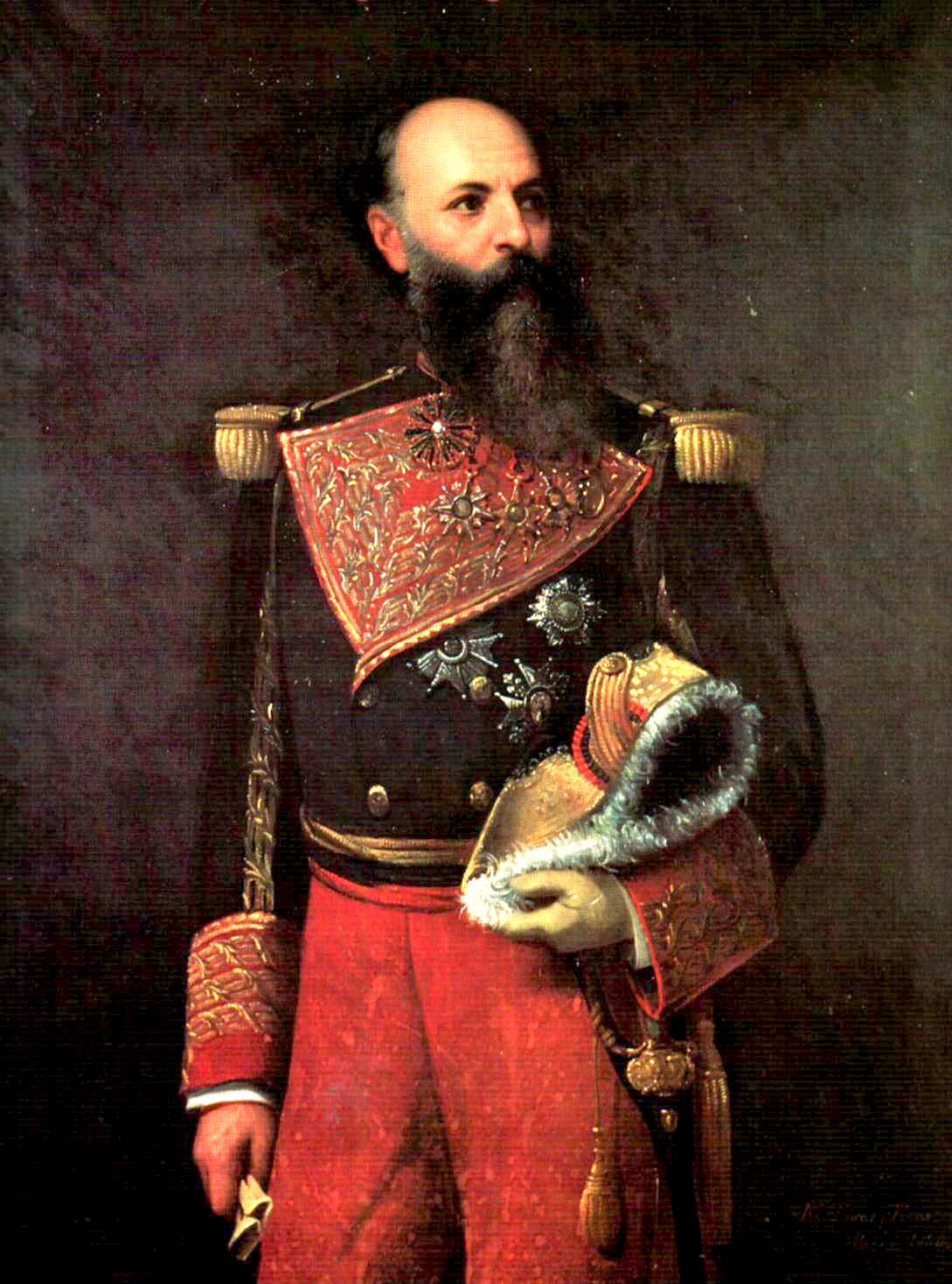
Antonio Guzmán Blanco
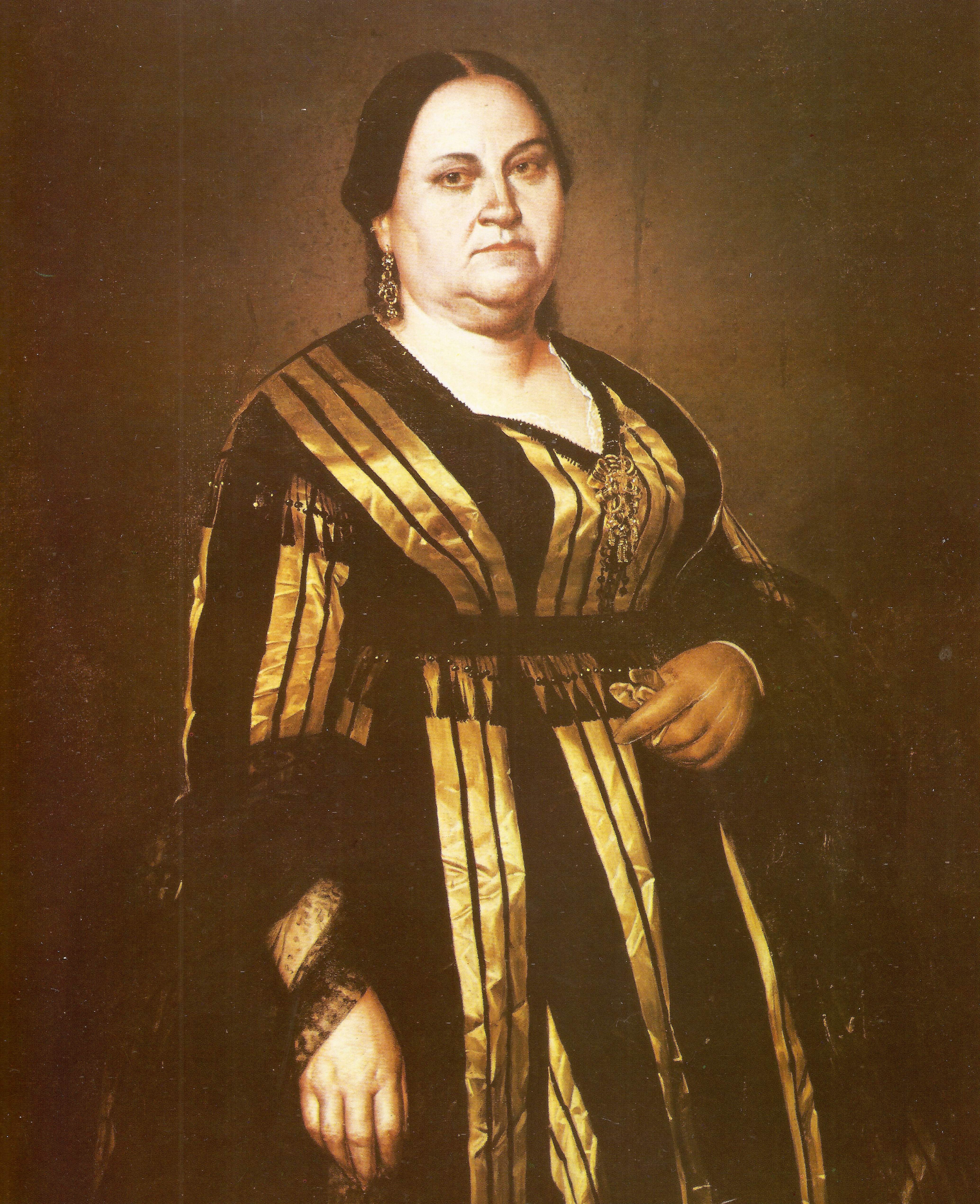
Carlota, matka Guzmána
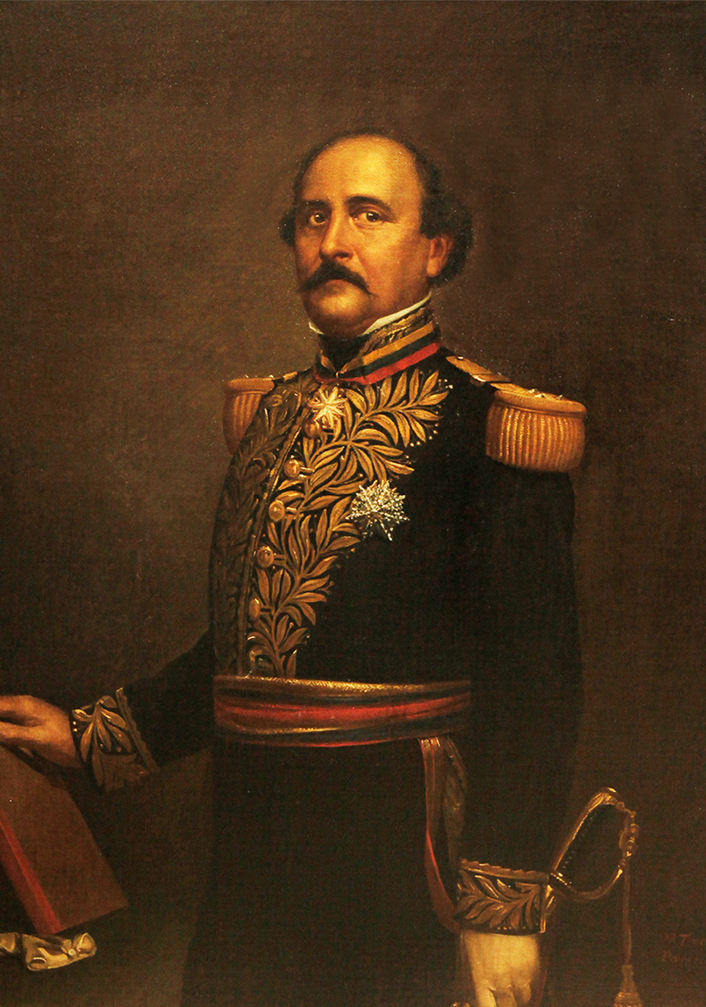
Juan Crisóstomo Falcón
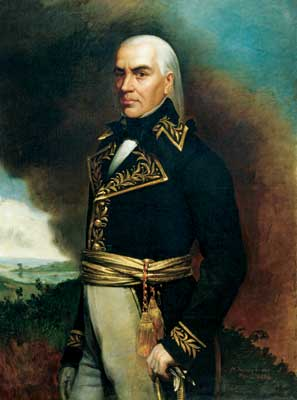
Francisco de Miranda
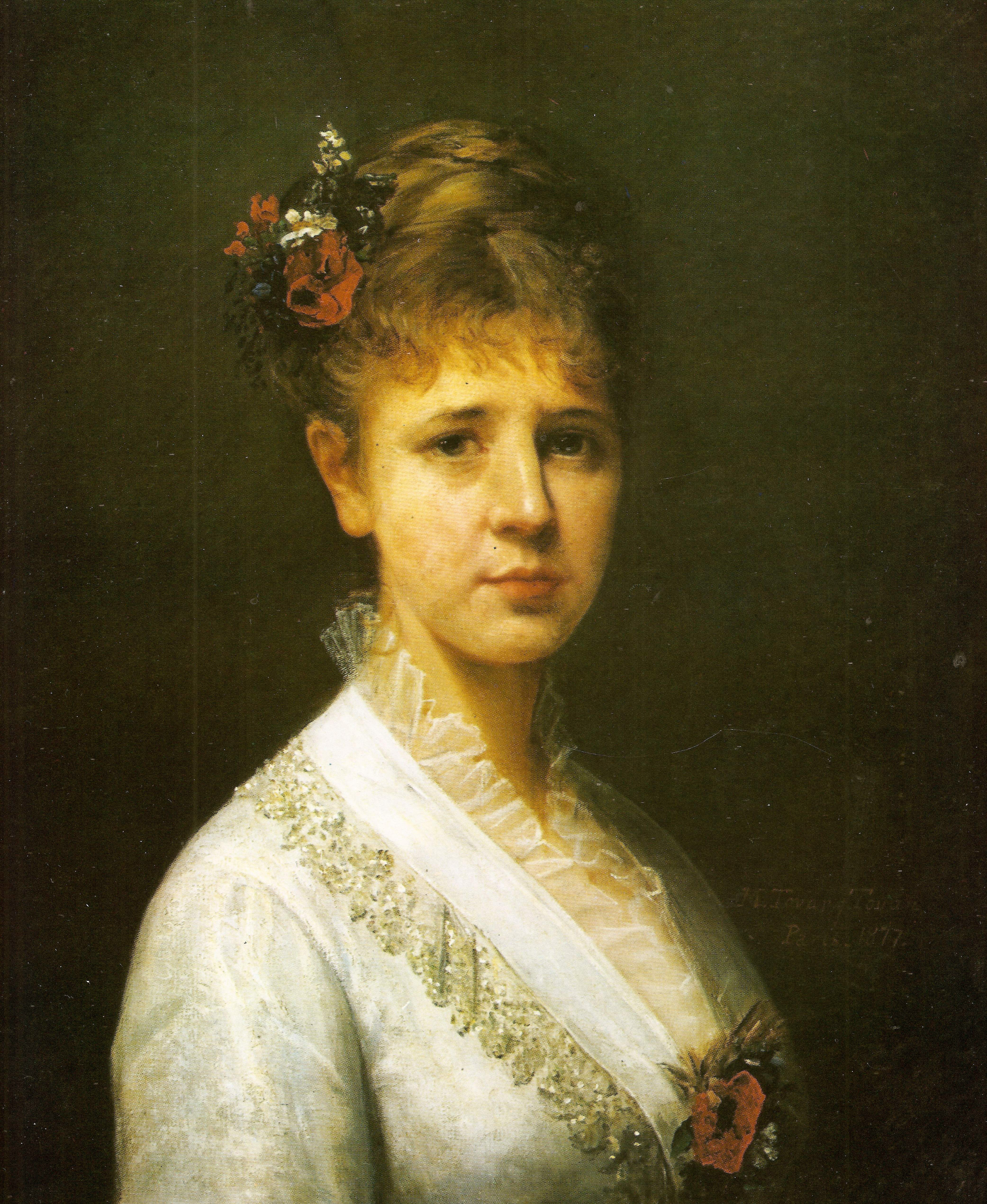
Juana Verrue
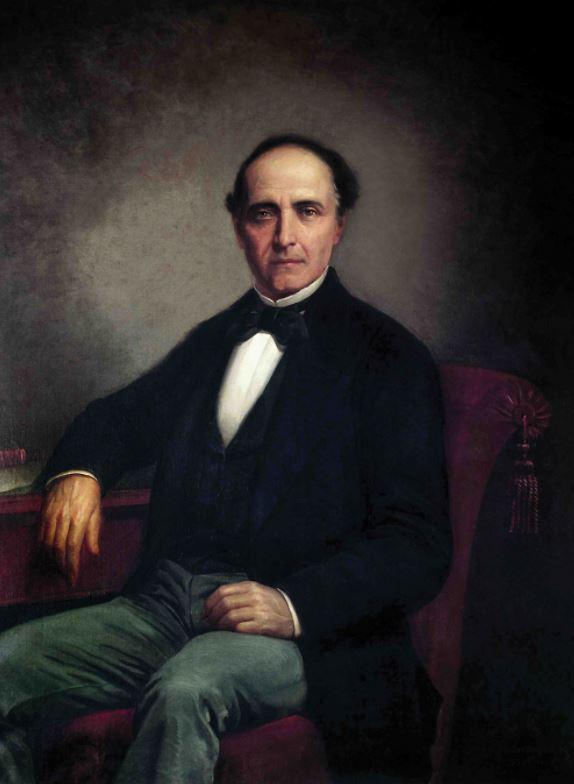
Manuel Felipe de Tovar

## Sceny historyczne

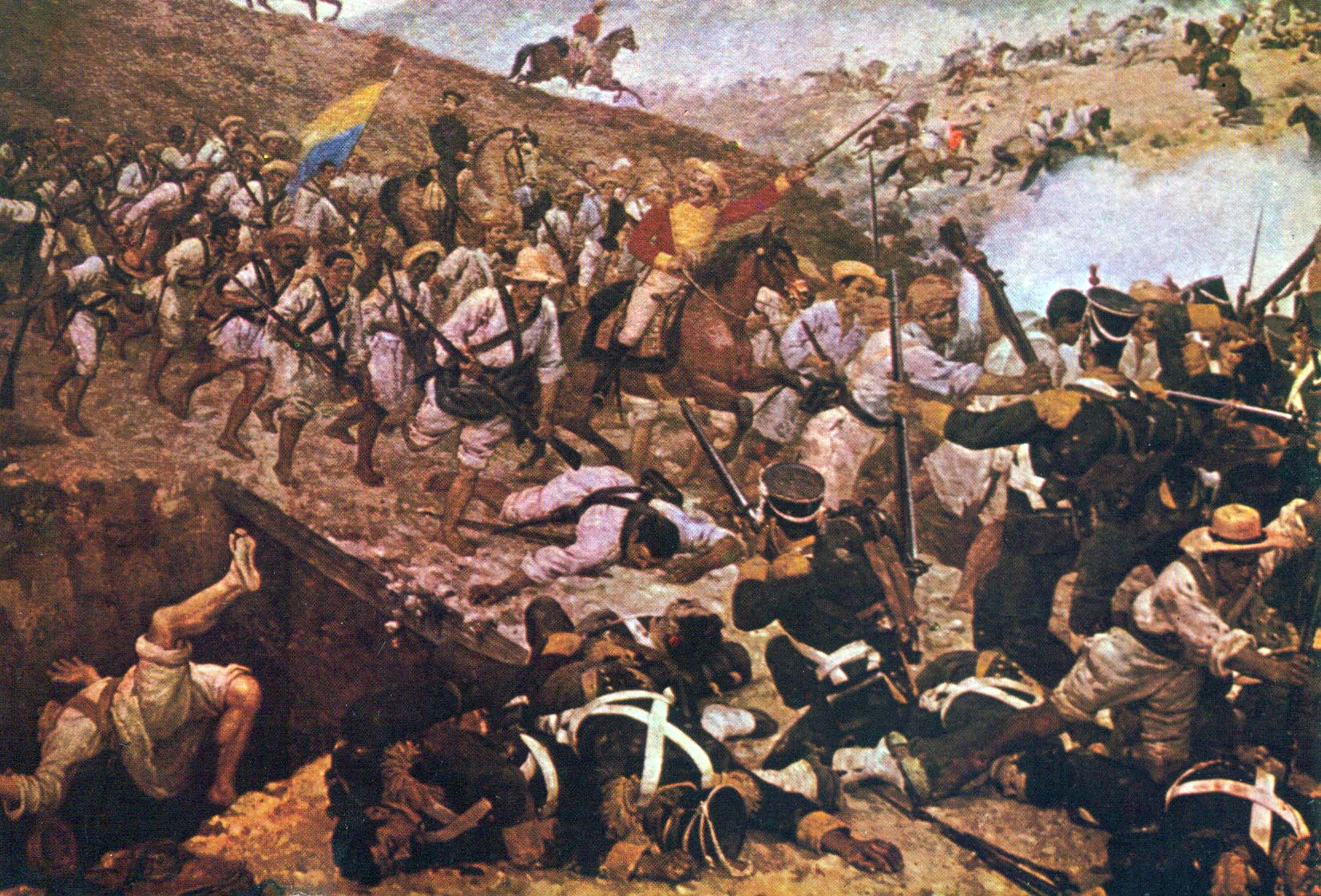
Batalla de Boyaca
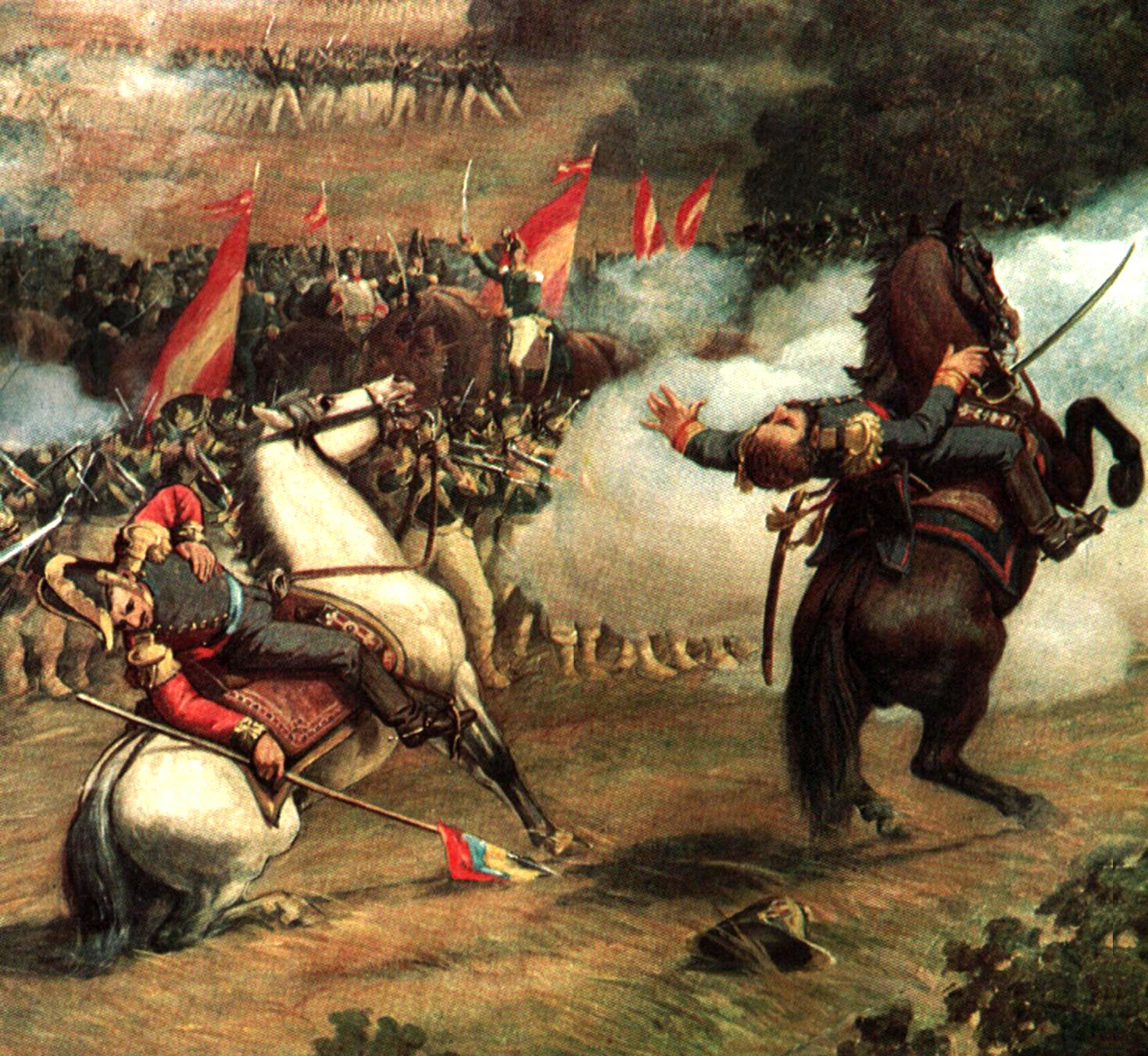
Batalla de Carabobo
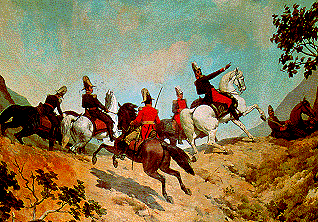
Batalla de Carabobo
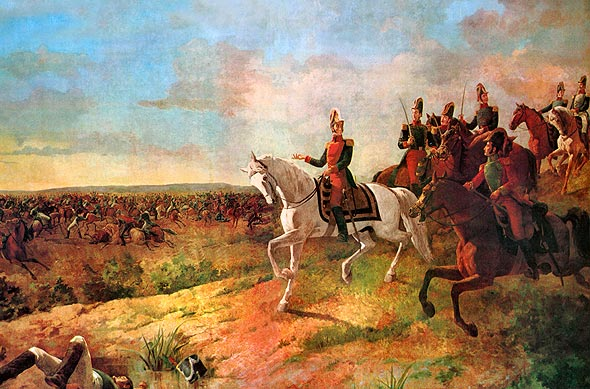
Batalla de Junín
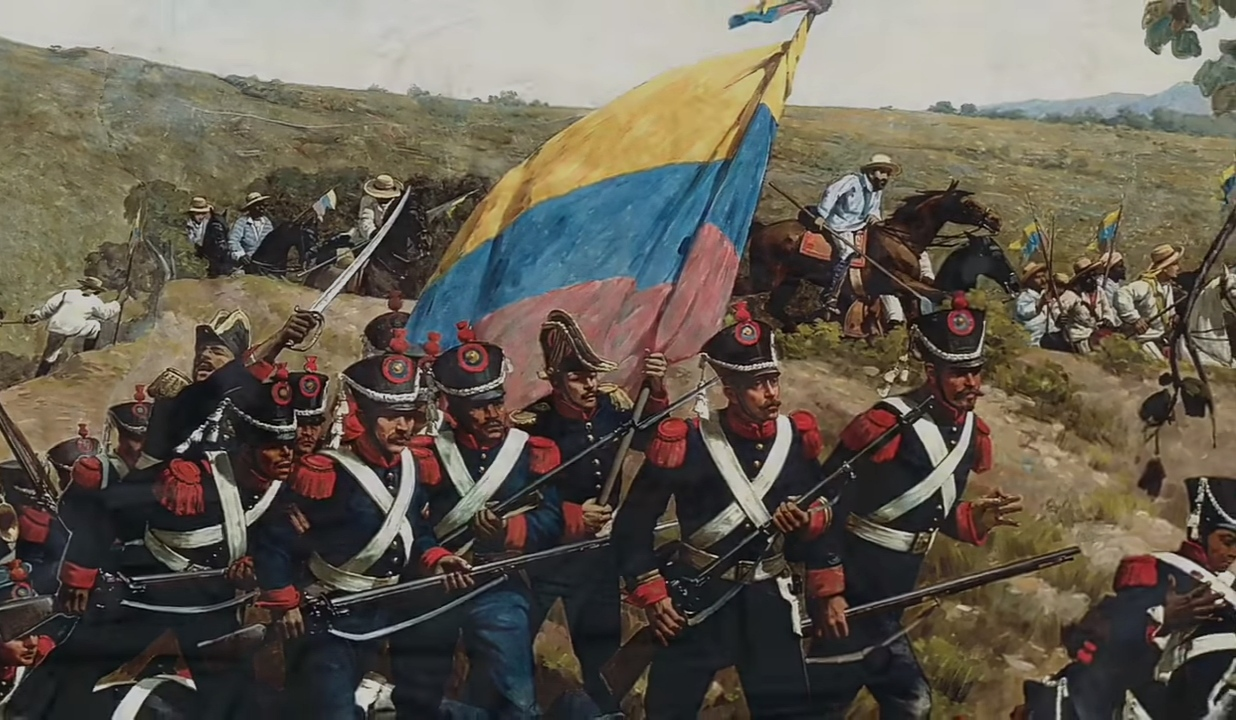
Batalla de Carabobo
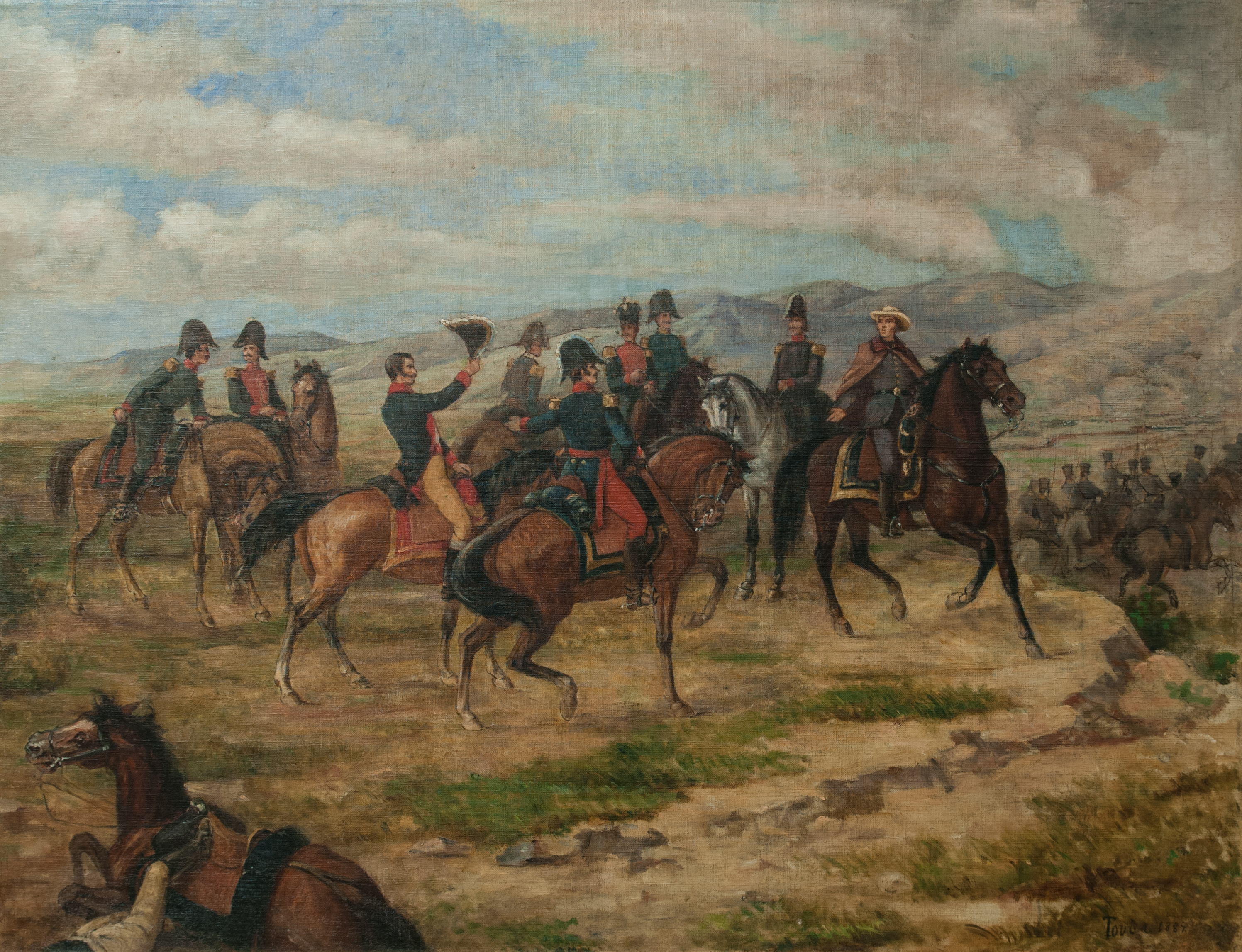
Boceto para la Batalla de Carabobo

## Inne prace

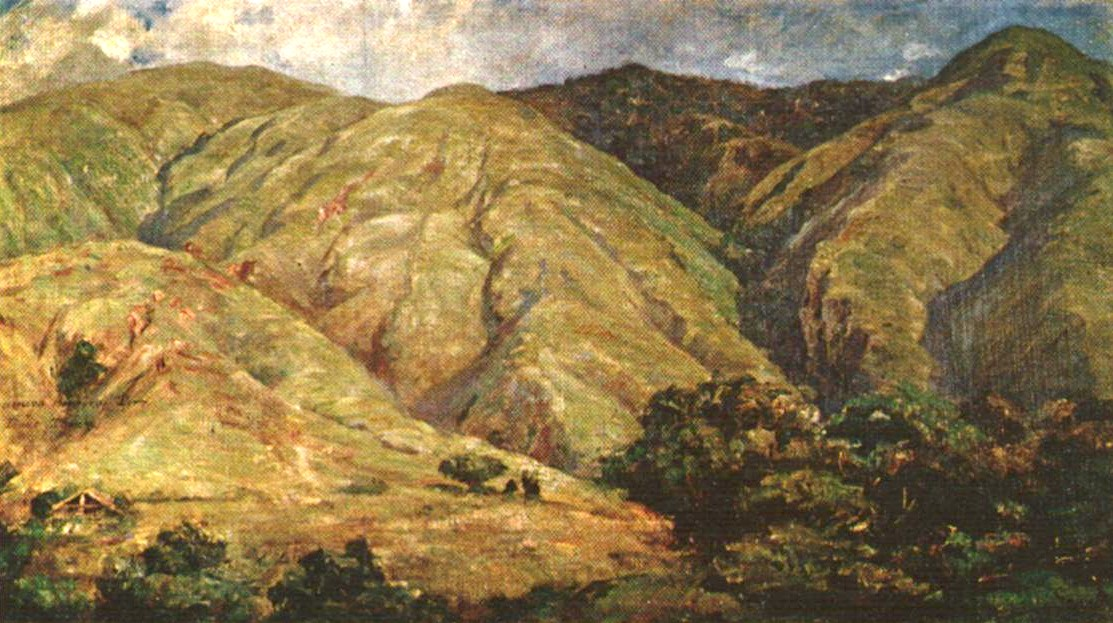
Paisaje del Avila desde Gamboa
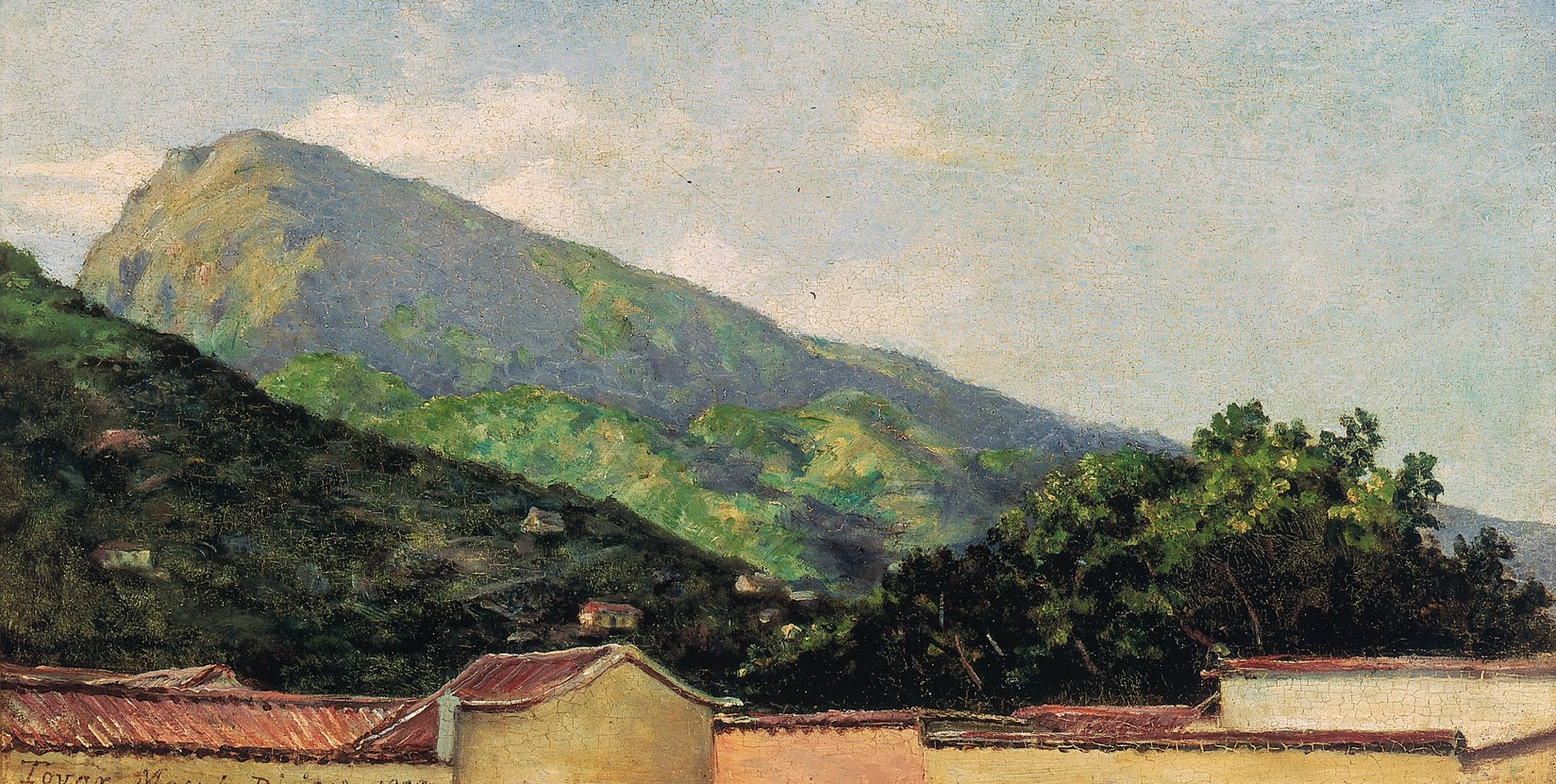
Macuto
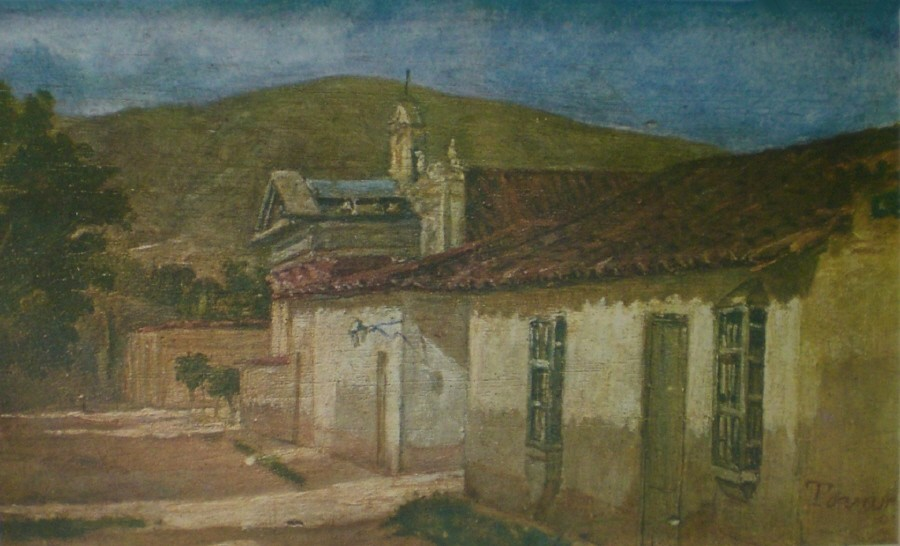
Iglesia de Baruta
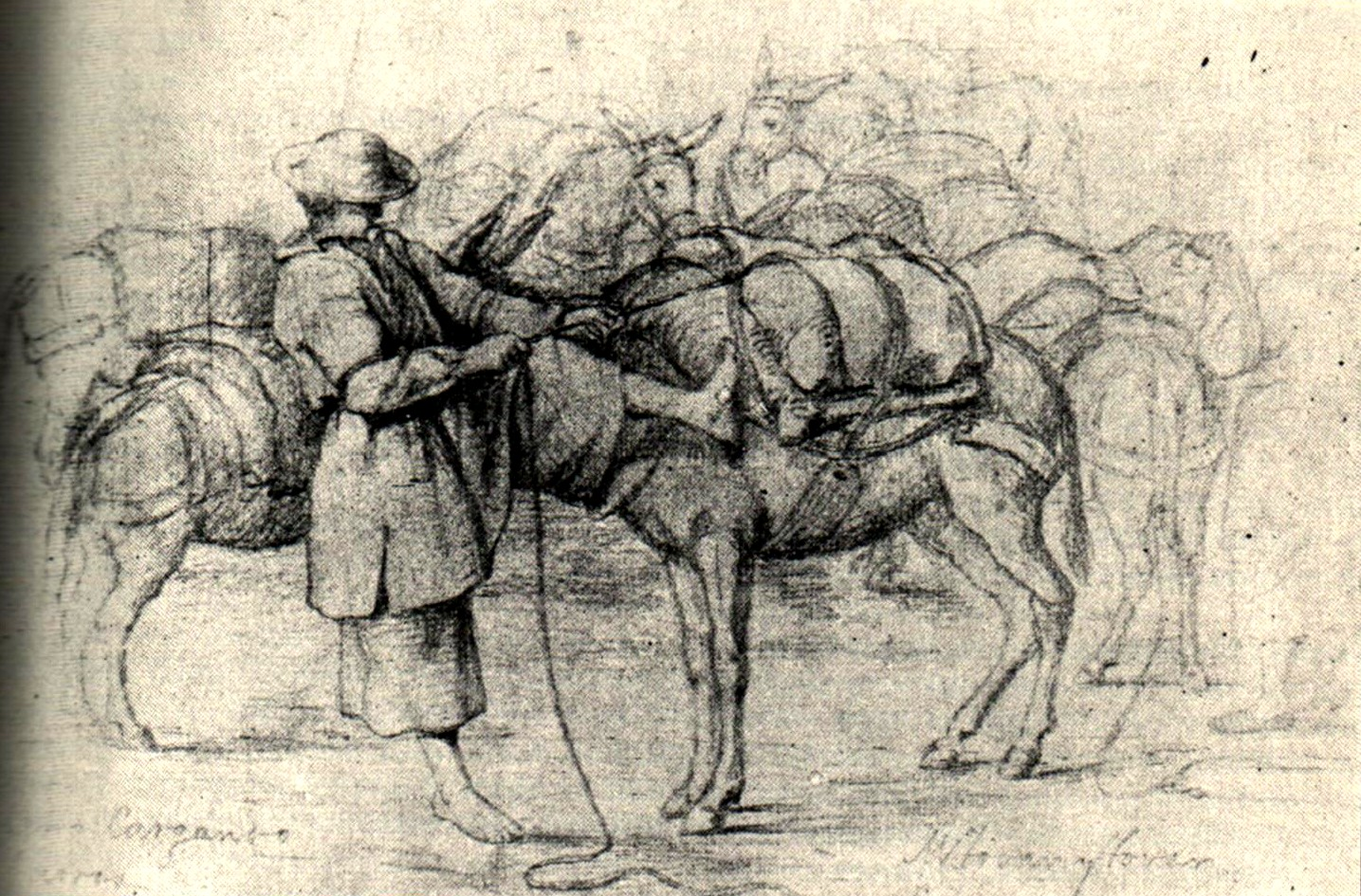
Arriero cargando los burros
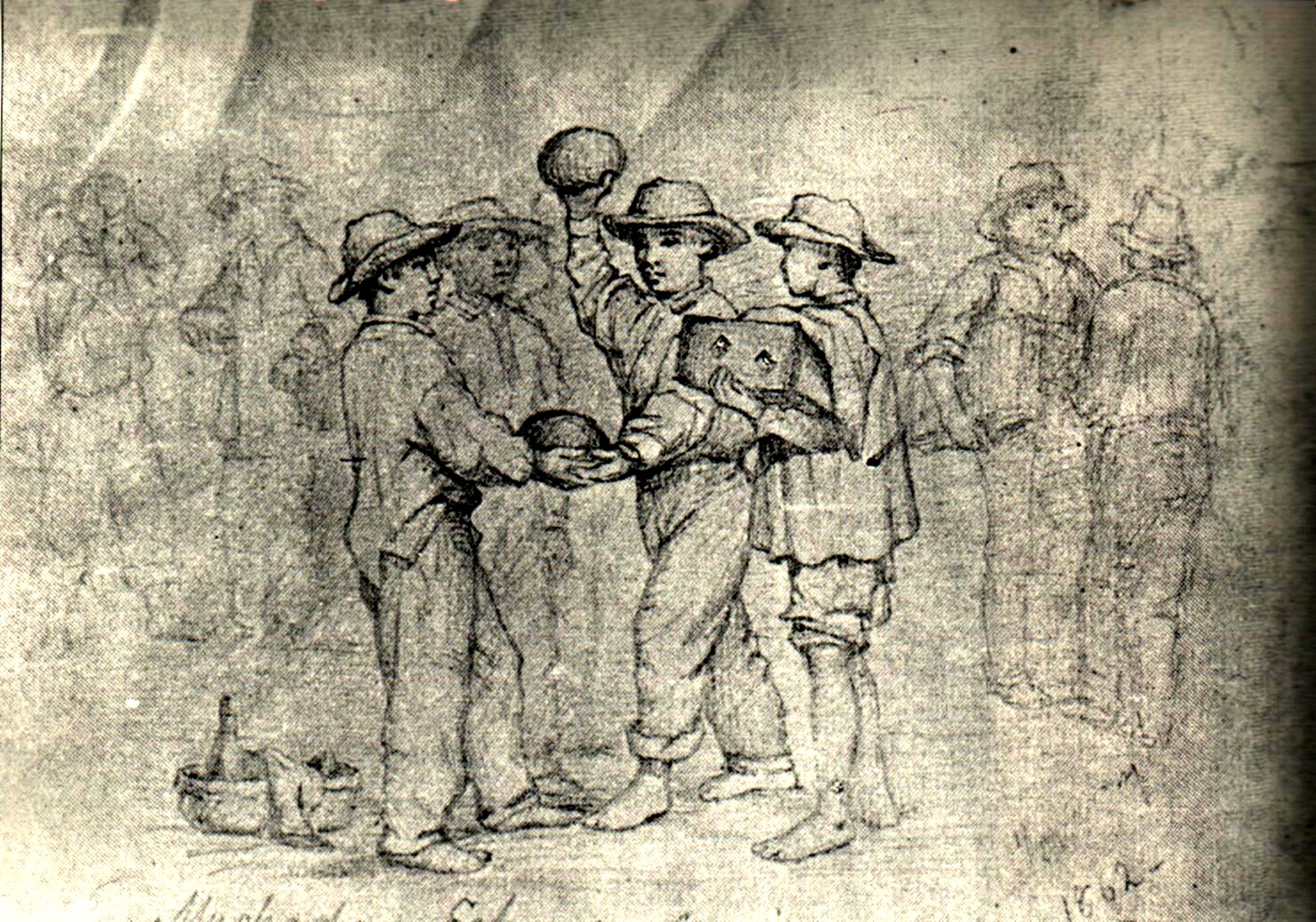
Muchachos echando cocos